# Hans Gillhaus
Hans Gillhaus (nacido el 5 de noviembre de 1963) es un exfutbolista neerlandés que se desempeñaba como delantero.
Hans Gillhaus jugó 9 veces y marcó 2 goles para la selección de fútbol de Países Bajos entre 1987 y 1994.

## Trayectoria

### Clubes
| Club                | País         | Año       |
| ------------------- | ------------ | --------- |
| FC Den Bosch        | Países Bajos | 1983-1987 |
| PSV Eindhoven       | Países Bajos | 1987-1989 |
| Aberdeen FC         | Escocia      | 1989-1993 |
| Vitesse Arnhem      | Países Bajos | 1993-1995 |
| Gamba Osaka         | Japón        | 1995-1996 |
| AZ Alkmaar          | Países Bajos | 1996-1997 |
| FF Jaro Pietarsaari | Finlandia    | 1998      |
| FC Den Bosch        | Países Bajos | 1998-1999 |

### Selección nacional
| Selección | País         | Año       |
| --------- | ------------ | --------- |
| Absoluta  | Países Bajos | 1987-1994 |

## Estadística de equipo nacional
| Selección de fútbol de Países Bajos | Selección de fútbol de Países Bajos | Selección de fútbol de Países Bajos |
| Año                                 | Part.                               | Goles                               |
| ----------------------------------- | ----------------------------------- | ----------------------------------- |
| 1987                                | 2                                   | 2                                   |
| 1988                                | 0                                   | 0                                   |
| 1989                                | 0                                   | 0                                   |
| 1990                                | 5                                   | 0                                   |
| 1991                                | 0                                   | 0                                   |
| 1992                                | 0                                   | 0                                   |
| 1993                                | 0                                   | 0                                   |
| 1994                                | 2                                   | 0                                   |
| Total                               | 9                                   | 2                                   |